# Skyrtunna
Skyrtunna är en bergstopp i republiken Island. Den ligger i regionen Västlandet, 90 km norr om huvudstaden Reykjavík. Toppen på Skyrtunna är 988 meter över havet. Skyrtunna ingår i Ljósufjöll.
Trakten runt Skyrtunna är nära nog obefolkad, med mindre än två invånare per kvadratkilometer. Närmaste större samhälle är Stykkishólmur, omkring 18 kilometer nordväst om Skyrtunna. Trakten runt Skyrtunna består i huvudsak av gräsmarker.